# Muerte por ebullición
La muerte por ebullición es un método de ejecución en el que una persona es sumergida en un líquido hirviendo. Si bien no es tan común como otros métodos de ejecución, la muerte por ebullición se ha practicado en muchas partes de Europa y Asia. Debido al largo proceso, es extremadamente doloroso.
A menudo se llevaba a cabo utilizando un recipiente grande, como un caldero o una tetera sellada llena de un líquido como agua, aceite, alquitrán o sebo, y un sistema de gancho y polea.

## Práctica histórica

### Europa
En Inglaterra, el noveno estatuto aprobado en 1531 (el año 22 del reinado del rey Enrique VIII) convirtió la ebullición en la forma prescriptiva de la pena capital por asesinato cometido por envenenamiento, que en la misma ley se definía como alta traición. Esto surgió debido a un incidente que tuvo lugar en febrero de 1531 cuando el cocinero del obispo de Rochester, Richard Roose, dio a varias personas papilla envenenada, lo que resultó en dos muertes. Habiendo sido obtenida una confesión parcial mediante tortura, la sentencia fue impuesta, sin beneficio del clero.
Este método fue empleado nuevamente en 1542 en una mujer, Margaret Davy, que también había usado veneno. Durante el reinado de Eduardo VI, en 1547, la ley de 1531 fue derogada.
Muchas personas fueron ejecutadas de esta manera en Escocia. Por ejemplo, con el consentimiento de Jon Haraldsson, el «conde sangriento» de las Orcadas, se dice que el obispo de Caithness, Adam de Melrose y un monje llamado Surlo fueron hervidos hasta morir en 1222 por los medios agresivos del obispo de recolectar diezmos. Se dice que Alejandro II ejecutó a más de ochenta personas como castigo por este crimen, y el conde huyó de sus tierras. Según la Crónica de Melrose, Adán de Melrose fue «quemado vivo», en lugar de hervido, y Alejandro III ejecutó hasta a 400 personas. William de Soules, un noble involucrado en una conspiración contra Roberto I Bruce, tenía fama de ser un hechicero asociado con espíritus malignos, y fue hervido vivo en 1321 en la Plataforma de Ninestane.

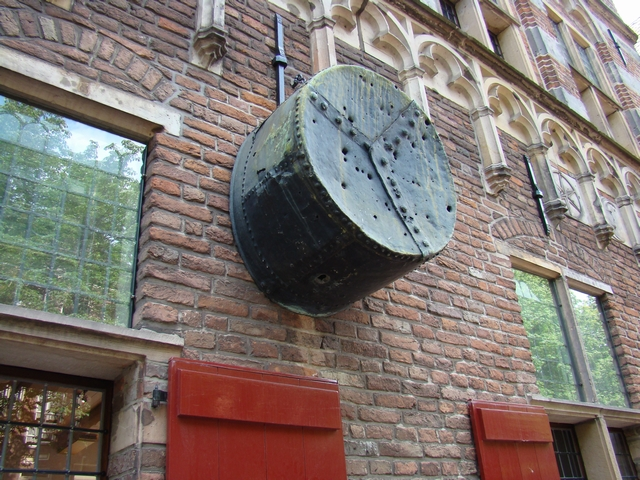
Caldero de ejecución en Deventer (Holanda).

La ebullición como método de ejecución también se utilizó para falsificadores, estafadores y falsificadores de monedas durante la Edad Media. En el Sacro Imperio Romano Germánico, por ejemplo, se registra que los falsificadores de monedas y asesinos extremadamente graves eran hervidos en aceite hasta morir. En 1392, un hombre fue ejecutado de esta manera en Núremberg por haber violado y asesinado a su madre. Los falsificadores de monedas murieron hervidos en 1452 en Danzig y en 1471 en Stralsund. Incluso en 1687, un hombre de Bremen murió hervido en aceite por haber ayudado a falsificadores de monedas que habían escapado a la justicia. 
En la ciudad holandesa de Deventer, todavía se puede ver el hervidor usado para ejecutar a los criminales.

### Asia

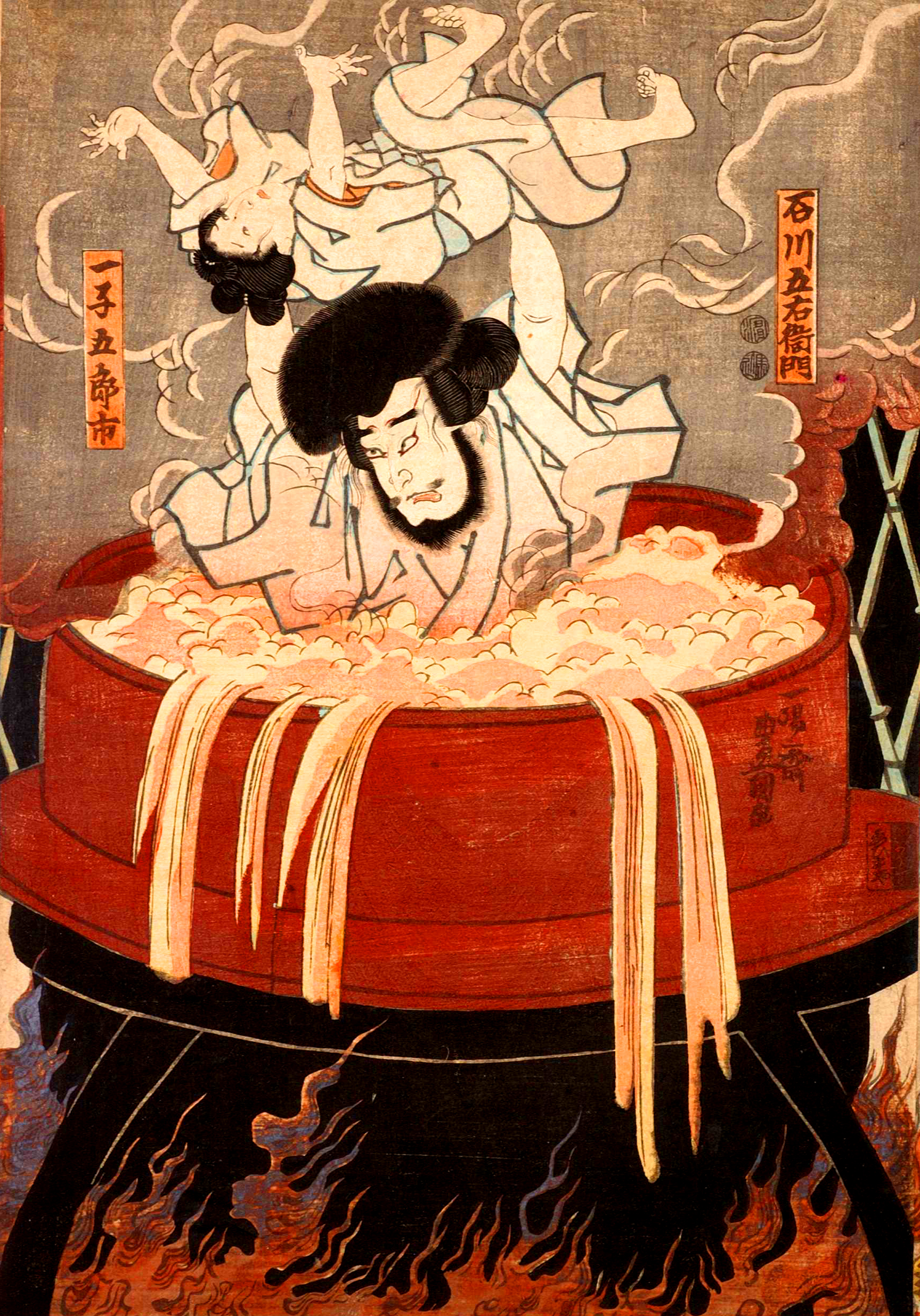
El bandido Ishikawa Goemon murió hervido por el intento de asesinato del señor de la guerra Toyotomi Hideyoshi en el Japón del.

En el Japón del siglo XVI, el legendario bandido japonés Ishikawa Goemon fue hervido vivo en una gran bañera de hierro. Su ejecución pública, que podría haber incluido a toda su familia, se realizó tras su intento fallido de matar al señor de la guerra Toyotomi Hideyoshi.

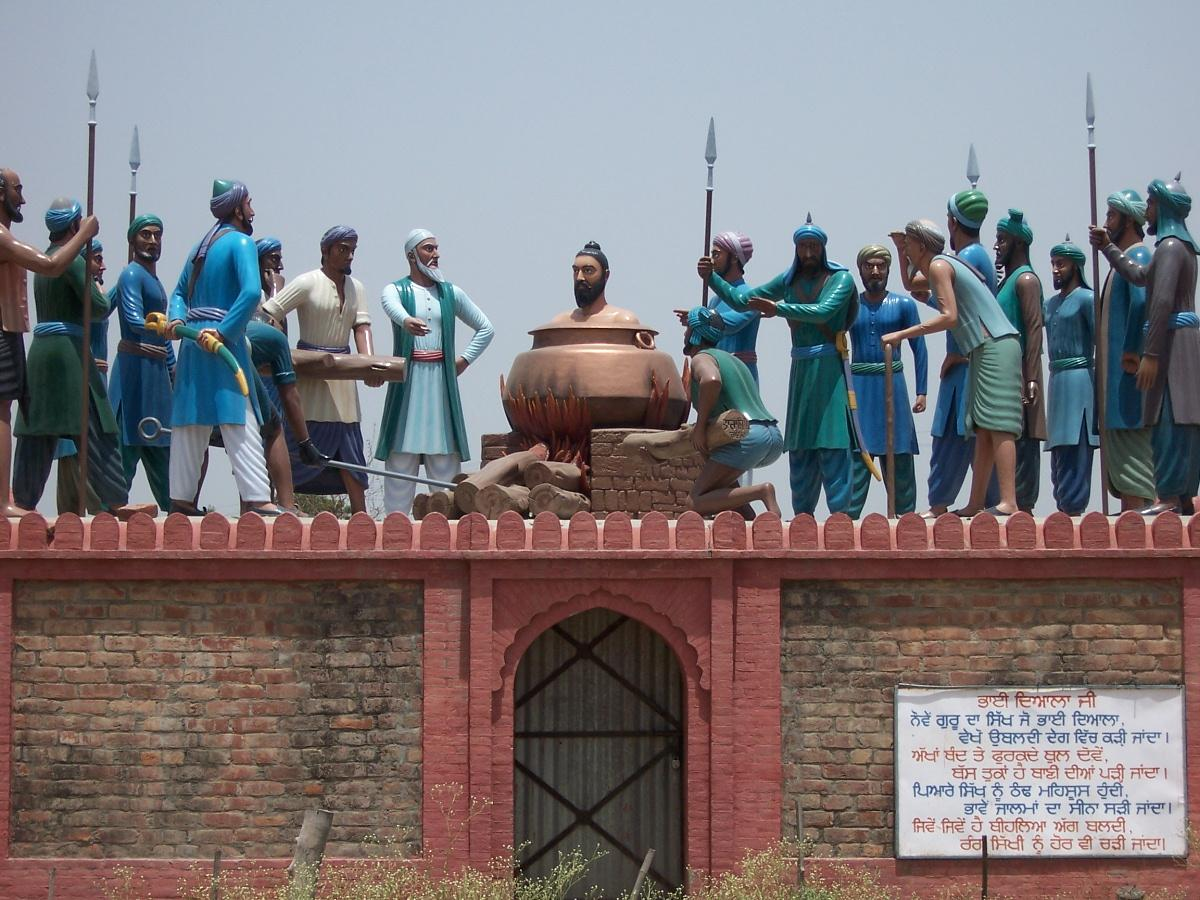
Representación del mártir sij Bhai Dayala siendo hervido vivo por las fuerzas mogoles.

En 1675, un mártir sij llamado Bhai Dayala murió hervido en Delhi tras negarse a convertirse al Islam. Fue introducido en un caldero lleno de agua fría que luego se calentó hasta el punto de ebullición. Las escrituras sij registran que recitó el Japji de Guru Nanak y el Sukhmani de Guru Arjan mientras moría. 

### Tiempos modernos
Según InSight Crime, de las 31 000 personas asesinadas por militantes de Sendero Luminoso en Perú entre 1980 y 2000, algunas fueron ejecutadas por ebullición.
Se dice que el gobierno de Uzbekistán bajo el mandato de Islom Karimov ha hervido a presuntos terroristas.
En un documento del Departamento de Estado de los EE. UU. de 2004, se lee:

Durante el año, no hubo novedades ni investigaciones sobre las siguientes muertes bajo custodia en 2002: Mirzakomil Avazov y Khusnuddin Olimov, miembros de Hizb ut-Tahrir que fueron torturados hasta la muerte en la prisión de Jaslyk en Karakalpakstan resultando en extensos hematomas y quemaduras, estas últimas supuestamente causadas por inmersión en agua hirviendo.

## Representaciones en la cultura occidental
Se asumió que los primeros informes de caníbales de lugares en el Pacífico, como Fiyi y Papúa Nueva Guinea, matando a misioneros cristianos occidentales implicaban alguna forma de muerte por ebullición. Esto se convirtió en un terreno fértil para los cineastas y especialmente para los caricaturistas, cuya representación cliché de turistas o misioneros sentados en un gran caldero sobre un fuego de leña y rodeados de miembros de tribus con la nariz perforada con un hueso fue un elemento básico de revistas y películas populares a lo largo de todo el siglo XX. Los ejemplos incluyen la miniserie de televisión Shōgun, la adaptación cinematográfica de 1985 de Las minas del rey Salomón y la secuencia del sueño en la película Bagdad Café.